# Iwan Wassiljewitsch Doronin

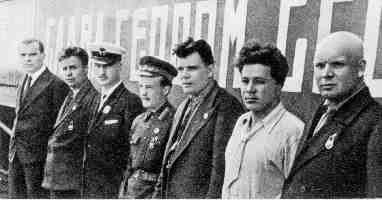
Die ersten Helden der Sowjetunion; ganz rechts Iwan Doronin

Hauptmann Iwan Wassiljewitsch Doronin (russisch Иван Васильевич Доронин; * 22. Apriljul. / 5. Mai 1903greg. in Kmenka, heute Oblast Saratow; † 2. Februar 1951 in  Moskau) war ein sowjetischer Flugzeugpilot und wurde am 20. April 1934 zum Held der Sowjetunion ernannt.

## Leben
Iwan Doronin hatte sich 1920 freiwillig zur Seekriegsflotte gemeldet und besuchte alsbald die Seefliegerschule in Leningrad. Er beendete 1925 seine Ausbildung an der Fliegerschule in Sewastopol und diente dann als Seeflieger in der Schwarzmeerflotte und als Fluglehrer an der Seefliegerschule Sewastopol. 1930 wechselte Doronin in die zivile Luftfahrt zur Polarfliegerei (Awiaarktika). Dort war er Transportflieger auf der Route Irkutsk-Jakutsk-Bodaibo.
1934 trat Doronin in die KPdSU ein. Im selben Jahr war er mit seinem Flugzeug PS-4 an der Rettungsaktion für die Schiffbrüchigen der Cheliuskin-Expedition beteiligt, für die eine behelfsmäßige Startbahn auf der zu Eis gefrorenen Oberfläche der Tschuktschensee benutzt werden musste. Dafür wurde ihm am 20. April 1934 im Range eines Hauptmanns der Orden Held der Sowjetunion zuerkannt, der anlässlich dieser Rettungsaktion gestiftet worden war.
Ab 1939 leitete Doronin die Fliegerversuchsabteilung in einem Flugzeugwerk. Im selben Jahr wurde er zum Oberst befördert. 1947 beendete auf Grund seiner Krankheit seine berufliche Laufbahn.
Doronin war zweifacher Träger des Leninordens sowie Träger des Ordens Roter Stern und des Rotbannerordens.